# Guilleminea fragilis
Guilleminea fragilis là loài thực vật có hoa thuộc họ Dền. Loài này được Pedersen mô tả khoa học đầu tiên năm 2000.